# Centre de détention de Tatutu de Papeari
Le centre de détention de Tatutu de Papeari, ou centre de détention de Papeari, est un centre de détention français situé géographiquement sur le territoire de la commune associée de Papeari, dans la commune de Teva I Uta, sur l'île de Tahiti, en Polynésie française. L'adresse postale de l'établissement le situe cependant dans la localité voisine de Taravao.
L'établissement est géré par la direction des services pénitentiaires d'outre mer, dont il est considéré comme de « vaisseau amiral ». Au niveau judiciaire, l'établissement relève du tribunal de première instance et de la cour d'appel de Papeete.

## Histoire
La construction de l'établissement débute en juillet 2013 et s'achève en mars 2017. Les travaux sont réalisés par la société Léon Grosse selon les plans du cabinet d'architectes Architecture-Studio,,. L'établissement est baptisé « Tatutu », du nom des terres où il est implanté.
La construction de l'établissement est notamment initiée afin de désengorger le centre pénitentiaire de Faa'a-Nuutania, dont le taux d'occupation dépassait les 300 %,.
L'établissement est inauguré par le ministre de la Justice Jean-Jacques Urvoas et mis en service le 15 mai 2017,,, après avoir subi 4 mois de retard dans les travaux. Il est alors considéré comme d'une des prisons les plus modernes de France,.

## Description
Situé géographiquement sur le territoire de la commune associée de Papeari, dans la commune de Teva I Uta, sur l'île de Tahiti, le centre de détention est l'un des 4 établissements pénitentiaires de la collectivité de Polynésie française,. Il est géré par la direction des services pénitentiaires d'outre mer, dont il est considéré comme de « vaisseau amiral ». et, au niveau judiciaire, relève du tribunal de première instance et de la cour d'appel de Papeete.
L'établissement occupe un terrain d'une superficie de 10 ha, pour une superficie des bâtiments de 24 000 m2. Le montant des travaux de construction est de 79 millions €.
L'établissement a une capacité d'accueil de 410 places exclusivement pour des hommes majeurs condamnés définitivement à des peines de plus de deux ans,, bien qu'il accueille également quelques prévenus. Il est presque exclusivement constitué de cellules individuelles de 11 m2 mais comporte néanmoins 10 cellules doubles. Il bénéficie en autre d'équipements modernes et de grands espaces verts.
Au 1er février 2022, l'établissement accueillait 358 détenus, soit un taux d'occupation de 87,3 %.
L'établissement est constitué de deux quartiers : le centre de détention ouest (CDO) et le centre de détention est (CDE). Il dispose également d'une salle de soins et d'une salle d'urgences, ainsi que d'un terrain de football. Il bénéficie enfin d'une unité locale d'enseignement gérée en collaboration avec l'Académie de Paris et d'unités de vie familiale.
L'établissement s'inscrit également dans le Programme « Respecto » (ou module du respect),.

## Actions de réinsertion des détenus
Dès son ouverture, l'établissement bénéficie d'espaces cultivables offrant des formations agricoles et des espaces d'apprentissage pour lutter contre illettrisme,.
En 2017, un contrat de concession permettant d'employer des détenus est signé avec l'entreprise EDT-Engie,.
Un atelier de couture est mis en place à partir de l'année 2019 et une formation en menuiserie à destination des détenus est mis en place depuis le début de l'année 2022,.
Des activités physiques, sportives ou culturelles, telles que des tournois de bras de fer, des spectacles présentés par les détenus ou des concerts, sont organisées en partenariat avec des associations locales.

## La prison dans l'art et la culture
L'établissement a servi de cadre au film documentaire Opanipani, prisonnier à Tahiti réalisé en 2019 par Jacques Navarro et diffusé sur le réseau France Télévision,.